# Apalonia ovapockensis
Apalonia ovapockensis (лат.) — вид жуков-стафилинид рода Apalonia из подсемейства Aleocharinae. Французская Гвиана.

## Описание
Мелкие коротконадкрылые жуки. Длина тела 2,2 мм. Блестящее красновато-коричневое тело с жёлто-коричневой переднеспинкой и основанием брюшка; коричневые усики с двумя базальными антенномерами, основание третьего и одиннадцатого жёлто-красноватого цвета; жёлтые ноги с жёлто-коричневыми бёдрами. Глаза при виде сверху немного длиннее постокулярной области. Второй антенномер короче первого, третий длиннее второго, от четвертого до десятого поперечные. Этимология: новый вид получил свое название от реки Овапок (Ovapock) во Французской Гвиане.  Формула лапок 4-5-5. Голова с отчетливой шеей. Максиллярные щупики состоят из 4 члеников, а лабиальные щупики из 3 сегментов.
Вид был впервые описан в 2015 году итальянским энтомологом Роберто Пейсом (Roberto Pace; 1935—2017) по материалам из Южной Америки (Французская Гвиана).